# HD 222582 b
HD 222582 b és un planeta massiu que orbita l'estrella HD 222582. El seu període orbital dura 572 dies i orbita amb un semieix major d'1,35 ua en una de les òrbites més excèntrica entre tots els planetes coneguts.